# Gershwin Live!
Gershwin Live! — концертный альбом американской певицы Сары Воан, выпущенный в 1982 году на лейбле CBS Records. Альбом был записан в Павильоне Дороти Чендлер, Лос-Анджелес, феврале 1982 года в сопровождении Лос-Анджелесского филармонического оркестра под управлением Майкла Тилсона Томаса. Аранжировкой альбома занимался Марти Пейч. Альбом посвящён творчеству композитора Джорджа Гершвина.

## Отзывы и признание
| Оценки критиков | Оценки критиков |
| Источник        | Оценка          |
| --------------- | --------------- |
| AllMusic        | [ 1 ]           |

Рецензент AllMusic Ричард С. Джинелл написал: «Сэсси и дирижер Майкл Тилсон Томас готовили вечера Гершвина в течение восьми лет до этого живого выступления с Лос-Анджелесским филармоническим оркестром в павильоне Дороти Чендлер, так что певица и дирижёр долгое время выступали вместе. Судя по биографии Лесли Гурс, Тилсон Томас, очевидно, боготворил Воан и позволял ей полную свободу действий в их сотрудничестве. Результатом стала головокружительная, улюлюкающая, сильно колеблющаяся, одна из самых экстравагантных записей, когда-либо сделанных Сэсси. Конечно, её вокальный инструмент и свобода, с которой она им манипулирует, вызывают восхищение, и вы не можете не восхищаться виртуозным исполнением „The Man I Love“. Но, на мой вкус, вокальная акробатика здесь — при поддержке Тилсона Томаса, который с любовью дирижирует ультра-шикарными аранжировками Марти Пейча — часто гротескно искажает форму мелодий Гершвина. Как пример того, как Сэсси выступала перед симфоническим оркестром за последние десять лет, это слишком точный документ о том, что происходило на многих из этих фестивалей любви, к лучшему или к худшему».
Запись альбома принесла Воан статуэтку «Грэмми» за лучшее джазовое вокальное исполнение среди женщин

## Список композиций
Все тексты написаны Айрой Гершвином, вся музыка написана Джорджем Гершвином, за исключением отмеченных.
1. Overture: Porgy and Bess Medley — 7:52
«Summertime»
«It Ain’t Necessarily So» (Джордж Гершвин, Дюбоз Хейуорд, Айра Гершвин)
«I Loves You, Porgy» (Джордж Гершвин, Айра Гершвин, Дюбоз Хейуорд)
2. Medley — 9:39
«But Not for Me»
«Our Love Is Here to Stay»
«Embraceable You»
«Someone To Watch Over Me»
3. «Sweet and Low Down» — 3:36
4. «Fascinating Rhythm» — 4:04
5. «Do It Again» (Бадди Десильва, Джордж Гершвин) — 5:29
6. «My Man’s Gone Now» (Джордж Гершвин, Айра Гершвин, Дюбоз Хейуорд) — 5:51
7. «The Man I Love» — 10:03
8. Medley — 6:56
«Nice Work If You Can Get It»
«They Can’t Take That Away from Me»
«’S Wonderful»
«Swanee»
«Strike Up the Band»
9. Encore — 7:35
«I’ve Got a Crush on You»
«A Foggy Day»

## Участники записи
- Аранжировка — Марти Пейч, Майкл Тилсон Томас
- Бас-гитара — Энди Симпкинс
- Вокал — Сара Воан
- Дирижер — Майкл Тилсон Томас
- Продюсер — Стивен Эпштейн
- Ударные — Гарольд Джонс
- Фортепиано — Джордж Гаффни, Майкл Тилсон Томас
- Лос-Анджелесский филармонический оркестр